# Blauwe ruis (single)
"Blauwe ruis" is een nummer van de Nederlandse band BLØF. Het nummer werd uitgebracht op hun gelijknamige album uit 2002. Dat jaar werd het uitgebracht als de tweede single van het album.

## Achtergrond
Het album Blauwe ruis staat in het teken van Chris Götte, de in 2001 bij een motorongeluk omgekomen drummer van BLØF. Götte heeft wel nog een demoversie van het nummer gehoord, inclusief geprogrammeerde drums en geheel instrumentaal, aangezien de tekst pas na zijn overlijden werd geschreven. Peter Slager, bassist van de band en medeschrijver van het nummer, vertelde over de titel: "Het gaat over hoe dingen die verloren gegaan zijn bij je kunnen blijven. Het is een ruis in je oren, waar je nooit meer vanaf komt, letterlijk of figuurlijk. [...] Dat staat voor mij voor een onhoorbare, maar zeer voelbare verplaatsing van lucht, die verandering aangeeft. En wel verlies. Het soort blauw dat ik in mijn hoofd had was het blauw van Mariabeeldjes. De ruis erbij maakte het tot verlies van onschuld. Dan klopt het niet meer."
"Blauwe ruis" werd geen grote hit, zo behaalde het in de Nederlandse Top 40 slechts de 36e plaats, terwijl in de Mega Top 100 bleef steken op de 67e positie. Desondanks bleek het wel een populair nummer van BLØF, gezien het feit dat het sinds 2004 altijd bij de bovenste 1000 nummers in de Radio 2 Top 2000 heeft gestaan.

## Hitnoteringen

### Nederlandse Top 40
| Hitnotering: 30-03-2002 t/m 13-04-2002 | Hitnotering: 30-03-2002 t/m 13-04-2002 | Hitnotering: 30-03-2002 t/m 13-04-2002 | Hitnotering: 30-03-2002 t/m 13-04-2002 | Hitnotering: 30-03-2002 t/m 13-04-2002 |
| Week                                   | 1                                      | 2                                      | 3                                      |                                        |
| -------------------------------------- | -------------------------------------- | -------------------------------------- | -------------------------------------- | -------------------------------------- |
| Positie                                | 36                                     | 38                                     | 38                                     | uit                                    |

### Mega Top 100
| Hitnotering: 13-03-2002 t/m 25-05-2002 | Hitnotering: 13-03-2002 t/m 25-05-2002 | Hitnotering: 13-03-2002 t/m 25-05-2002 | Hitnotering: 13-03-2002 t/m 25-05-2002 | Hitnotering: 13-03-2002 t/m 25-05-2002 | Hitnotering: 13-03-2002 t/m 25-05-2002 | Hitnotering: 13-03-2002 t/m 25-05-2002 | Hitnotering: 13-03-2002 t/m 25-05-2002 | Hitnotering: 13-03-2002 t/m 25-05-2002 | Hitnotering: 13-03-2002 t/m 25-05-2002 | Hitnotering: 13-03-2002 t/m 25-05-2002 | Hitnotering: 13-03-2002 t/m 25-05-2002 | Hitnotering: 13-03-2002 t/m 25-05-2002 |
| Week                                   | 1                                      | 2                                      | 3                                      | 4                                      | 5                                      | 6                                      | 7                                      | 8                                      | 9                                      | 10                                     | 11                                     |                                        |
| -------------------------------------- | -------------------------------------- | -------------------------------------- | -------------------------------------- | -------------------------------------- | -------------------------------------- | -------------------------------------- | -------------------------------------- | -------------------------------------- | -------------------------------------- | -------------------------------------- | -------------------------------------- | -------------------------------------- |
| Positie                                | 82                                     | 67                                     | 68                                     | 77                                     | 76                                     | 78                                     | 78                                     | 80                                     | 87                                     | 89                                     | 100                                    | uit                                    |

### NPO Radio 2 Top 2000
| Nummer met noteringen in de NPO Radio 2 Top 2000 | '03  | '04 | '05 | '06 | '07 | '08 | '09 | '10 | '11 | '12 | '13 | '14 | '15 | '16 | '17 | '18 | '19 | '20 | '21 | '22 | '23 | '24 |
| ------------------------------------------------ | ---- | --- | --- | --- | --- | --- | --- | --- | --- | --- | --- | --- | --- | --- | --- | --- | --- | --- | --- | --- | --- | --- |
| Blauwe ruis                                      | 1894 | 269 | 294 | 423 | 427 | 456 | 694 | 624 | 771 | 427 | 616 | 754 | 735 | 750 | 738 | 882 | 845 | 927 | 934 | 907 | 938 | 834 |

1. ↑  Een vetgedrukt getal geeft de hoogste notering aan.
2. ↑  2003 was het eerste jaar met een notering voor dit nummer.